# Vista Alegre, Campeche
Vista Alegre är en ort i Mexiko.   Den ligger i kommunen Carmen och delstaten Campeche, i den sydöstra delen av landet, 800 km öster om huvudstaden Mexico City. Vista Alegre ligger 9 meter över havet och antalet invånare är 104.
Terrängen runt Vista Alegre är mycket platt. Runt Vista Alegre är det glesbefolkat, med 11 invånare per kvadratkilometer. Närmaste större samhälle är Ingeniero Mario Calcáneo Sánchez, 15,0 km söder om Vista Alegre. Trakten runt Vista Alegre består till största delen av jordbruksmark.